# Cristians de Malabar
Els cristians de Malabar són un dels grups religiosos que foren acollits al sud de l'Índia, a la costa Malabar abans de l'arribada dels europeus i després es van desenvolupar a l'arribada d'aquests. Els cristians de Malabar són de quatre orígens: jacobites o sirians, catòlics de ritus sirià, catòlics de ritu llatí i protestants.
Els primers grups cristians foren fundats als primers segles de la nostre era per missioners i comerciants procedents de "Babilònia" (de Mesopotàmia en general) i d'Egipte i la mar Roja. Fins al segle xvi professaven la fe nestoriana i els bisbes eren nomenats des de Pèrsia i reconeixien la supremacia del Patriarca d'Antioquia. Quan van arribar els portuguesos la situació va canviar i les pressions portugueses van culminar en un sínode a Diamper el 1599 que va portar als cristians nestorians de l'Índia al control de Roma. Mig segle després els cristians van trencar aquesta submissió i després d'un període de confusió una part va aconseguir el nomenament d'un bisbe jacobita, i els seus descendents encara existeixen; una altra part va restar lleial a Roma pels esforços dels frares carmelites i van esdevenir catòlics de ritus sirià. Els catòlics de ritu llatí foren els conversos locals fets pels portuguesos (jesuïtes i carmelites). Els protestants van sorgir amb la missió de Basilea i les que la van seguir al segle xix i XX.
La missió carmelita fou fundada el 1656; les seves tasques foren agafades pels jesuïtes el 1879. Malabar va quedar dins el bisbat de Mangalore excepte una petita part que va quedar sota el de Verapoli o Varapula a Travancore. A banda de diverses escoles els frares van fundar convents a Cannanore, Calicut i Cochin. De Cochin a Kavai (o Kawai), al nord, hi ha diverses comunitats de cristians locals.
La missió de Basilea es va establir el 1839 i va fundar escoles a Cannanore, Tellicherry, Calicut i Palghat, amb subestabliments a Chombala i Kodakal. Les conversions van créixer lentament durant el domini britànic però després no van augmentar de la mateixa manera.